# Convolvulus infantispinosus
Convolvulus infantispinosus är en vindeväxtart som beskrevs av Robert Reid Mill. Convolvulus infantispinosus ingår i släktet vindor, och familjen vindeväxter. Inga underarter finns listade i Catalogue of Life.